# Paralcidia subvinosa
Paralcidia subvinosa là một loài bướm đêm trong họ Geometridae.